# Cheramus praedatrix
Cheramus praedatrix is een tienpotigensoort uit de familie van de Callianassidae. De wetenschappelijke naam van de soort is voor het eerst geldig gepubliceerd in 1905 door De Man.